# Grigori Leps

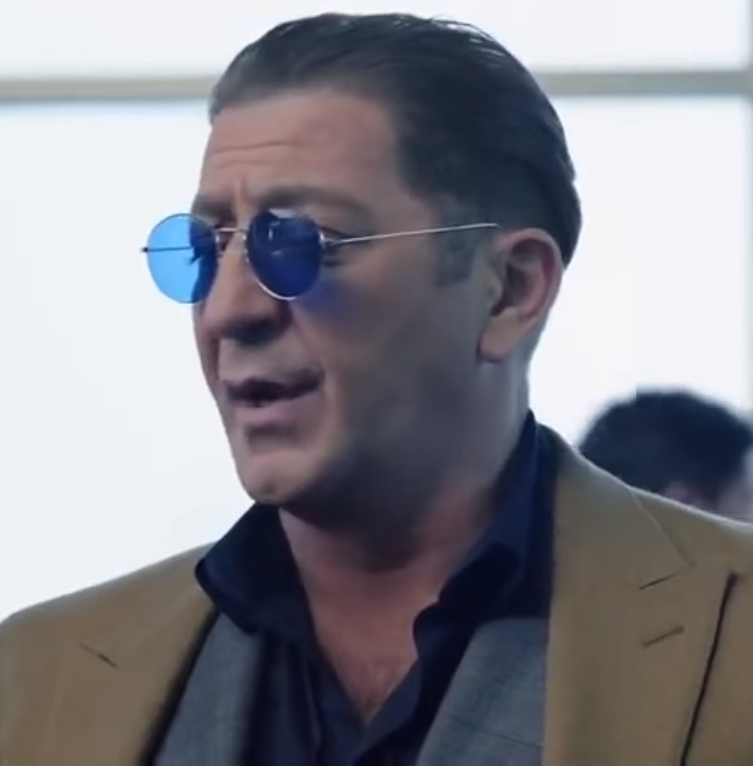
Grigori Leps

Grigori Wiktorowitsch Lepsweridse (georgisch გრიგორი ლეპსი russisch Григорий Викторович Лепсверидзе; * 16. Juli 1962 in Sotschi, Russische SFSR, Sowjetunion), bekannt unter seinem Künstlernamen Grigory Leps, ist ein russischer Sänger und Songwriter georgischer Abstammung. Seine Songs sind eine Mischung aus Rock, Pop und russischen Chansons.

## Biographie
Grigori Leps wurde in eine georgischstämmige Familie in Sotschi geboren und absolvierte eine Musikschule. Nach seiner Zeit in der Armee begann er in Rockbands zu singen und zu spielen und trat als Sänger in Restaurants auf. Leps entwickelte in dieser Zeit eine Alkoholsucht und war drogenabhängig. Um Distanz zu seinem bisherigen Leben zu gewinnen, begab er sich nach Moskau. Dort folgten weitere Auftritte in Restaurants, bis er einen Plattenvertrag erhielt und 1995 das Album Chrani was bog (deutsch: Behüte euch Gott) veröffentlichte. Als sein Song Natali zu einem großen Hit wurde, lag Leps aufgrund von Drogen und Alkoholismus im Krankenhaus und stand kurz vor dem Tod. Er entschloss sich, ab diesem Zeitpunkt abstinent zu leben. Im Jahre 1997 veröffentlichte Leps sein zweites Album Zelaja Schisn (deutsch: ein ganzes Leben).
2000 veröffentlichte er das Album Spasibo Ljudi (Danke, Leute) mit den großen Hits Schelest und Nu i tschto. An diesem Album war die Veränderung des Stils des Sängers zu erkennen. Er verließ das Chanson-Genre und wandte sich mehr der Rockmusik zu. Im selben Jahr verlor er seine Stimme und musste sich einer Operation unterziehen. Im Jahr 2002 erschien sein Album Na Strunach Doschdja (Auf den Saiten des Regens) mit dem großen Hit Rjumka wodki na stole. Im Jahr 2004 wurden ein Coveralbum mit Liedern von Wladimir Semjonowitsch Wyssozki in Rockversion veröffentlicht. Zum Song Parus wurde ein Videoclip gedreht und das Album nahm Spitzenplätze in den Charts ein. 2005 erschien das Album Isbrannoje..10 let. Im Jahr 2006 veröffentlichte Grigori Leps zwei Alben, die hohe Erfolgsquoten erreichten. Der zweite Teil des Albums Wtoroi, der im Jahre 2007 erschien, wurde auf einem Konzert im Kremlpalast präsentiert.
Im Oktober 2013 wurde Leps durch das Finanzministerium der USA mit einem Einreiseverbot belegt (schwarze Liste). Er soll laut den USA als Geldbote für Wladislaw Leontjew gearbeitet haben. Im Dezember 2022 setzte die EU Leps auf eine Sanktionsliste.

## Musikstil
Leps ist für seinen weiten Stimmumfang bekannt. Er hat eine tiefe, knurrende Stimme. Sein Stil vermischt Rock- und Popmusik und enthält Elemente des russischen Chansons.

## Persönliches
Im Jahr 2000 lernte er seine zweite Ehefrau, die ehemalige Balletttänzerin Anna kennen und heiratete sie. Mit ihr hat er die Töchter Ewa (* 2002) und Nicole (* 2007) sowie Sohn Iwan (* 2010). Aus seiner früheren Ehe hat er Tochter Inga (* 1984).

## Diskografie

### Alben
- 1995: Натали (Natalie)
- 1997: Целая жизнь (Ganzes Leben)
- 2000: Спасибо, люди... (Danke, Leute)
- 2002: На струнах дождя... (Auf den Seiten des Regens)
- 2004: Парус (Segel)
- 2006: Лабиринт (Labyrinth)
- 2006: В центре Земли (Im Zentrum der Erde)
- 2007: Второй (Zweiter)
- 2009: Водопад (Wasserfall)
- 2011: Пенсне (Pince-nez)
- 2011: Берега чистого братства (Bank of pure brotherhood) together with singer Alexander Rosenbaum
- 2012: Полный вперед! (Volle Fahrt voraus!)  (unter anderem mit dem Song „London“ in Zusammenarbeit mit DJ Antoine & Timati)
- 2013: Зеркала (Spiegel) (in Zusammenarbeit mit Ani Lorak)
- 2014: Гангстер №1 (Gangster #1)
- 2017: ТыЧегоТакойСерьёзный (WarumBistDuSoErnst?)
- 2021: Подмена понятий (Etikettenschwindel)
- 2023: Завтра (Morgen)

DVDs
- 2005: Парус Live (Segel Live) Concert at the State Kremlin Palace in Moscow 13 March 2004
- 2007: В центре Земли Live (Im Zentrum der Erde Live) Concert in SC „Olympic“ 16. November 2006
- 2007: Я – живой! (Ich bin am Leben) Collection of video clips
- 2010: Что может человек (Was kann ein Mensch) Sat ornik videos
- 2010: Водопад Live (Wasserfall Live) Presentation album, „Waterfall“, SC „Olympic“ 20. November 2009, Full version concert
- 2011: Научись летать Live (Lerne zu fliegen) Presentation album, „Pince-nez“, Crocus City Hall, 7 mat, Full version concert

Kollektionen
- 2005: Избранное... 10 лет (Favoriten... 10 Jahre)
- 2007: Вся жизнь моя – дорога... (Mein ganzes Leben – eine Straße …)
- 2010: Берега. Избранное (Küsten. Favoriten)